# Пошук у часі
«Пошук у часі», досл. «Часовий квест» (англ. Timequest) — американський науково-фантастичний фільм з елементами драми та альтернативної історії 2000 р. режисера Роберта Дайка. Головні ролі зіграли Віктор Слезак (Джон Ф. Кеннеді), Капріс Бенедетті (Жаклін Кеннеді), Вінс Грант (Роберт Кеннеді) і Брюс Кемпбелл як мандрівник у часі. Прем'єра відбулася 13 квітня, фільм отримав обмежений театральний випуск в Сполучених Штатах і пізніше вийшов у форматах VHS і DVD в США, Канаді й Австралії.

## Сюжет
Уранці 22 листопада 1963 року загадковий чоловік сімдесяти з чимось років (Ральф Вейт), який носить одяг, схожий на скафандр, матеріалізується в готельному номері, зайнятому Джекі Кеннеді (Капріс Бенедетті). Мандрівник у часі демонструє Джекі кадри телебачення з майбутніх убивства і похорона Джона Ф. Кеннеді (Віктор Слезак). Незабаром після цього Мандрівник розповідає президенту і цинічному генпрокуророві Роберту Кеннеді (Вінс Грант) про їхнє майбутнє, хоча й в нього залишилося небагато часу, щоб переконати Роберта, що він той, ким є насправді, оскільки Кеннеді намагається розвінчати розповідь мандрівника в часі. У тому числі незнайомець наодинці оповідає про сексуальні скандали та державні одкровення сім'ї Кеннеді. Мандрівник, знаючи характер Роберта, не називає своє ім'я чи місце народження, але відзначає, що він народився в цей день. На запитання, чому він вирішив змінити минуле, той відповідає: йому завжди подобалася Джекі, тому просить її потанцювати з ним, що й вона робить, допоки він не зникне з реальності.
Роберт Кеннеді пропонує тост за героя в готельному номері перед 12:30, моментом історії, який змінить усе. Проте під час процесу Мандрівник перетворюється на ніщо і склянка, що він тримав у руці, падає на підлогу та розбивається. Роберт знаходить шматок скла з відбитком мандрівника у часі.
Хід історичних подій змінюється. Лі Гарві Освальд (Джеффрі Стайгер) схоплений охороною президента та доставлений у Вашингтон, округ Колумбія, для допиту. Комісія Воррена після десяти місяців розслідування публікує доповідь, в результаті чого ЦРУ розформовано. Директор ЦРУ, Едгар Гувер, звільнюється за власним бажанням. Джон Кеннеді зізнається у прямому ефірі на ТБ у тому, що був не повністю чесний зі своєю дружиною та кається у подружній зраді. США не беруть участь у В'єтнамській війні, що викликає різку критику Ліндона Джонсона. Пізніше, виступаючи перед випускниками 1964 року, Кеннеді робить сенсаційну заяву: він прямо пропонує СРСР і США спільними зусиллями освоїти Місяць і космічний простір, а Сполученим Штатам замість військової експансії піти науковим шляхом розвитку. Деякий час потому пряма трансляція з Місяця показує, що астронавт Джон Гленн і космонавт Микола Брежнєв разом висадилися на супутнику Землі. Пізніше там буде створена місячна база і поселення імені Кеннеді, де поховають його прах.
Тим часом Роберт Кеннеді має намір розкрити особистість мандрівника для того, щоб запобігти його спробі знову винайти машину часу, проте Джекі бере з Роберта залізну обіцянку, що Боббі не завдасть тому шкоди. Як з'ясовується, Мандрівник у часі — це Реймонд Мід (Джозеф Мерфі), якому, як і його альтернативній версії себе, подобається Джекі Кеннеді. У шістнадцять років він здійснює крадіжку, його заарештовують і саджають у тюремний автобус; за допомогою відбитків пальців про Реймонда дізнається Роберт Кеннеді. Вже будучи президентом США, охорона останнього забирає хлопця з автобуса, Роберт розмовляє з юнаком і дає йому другий шанс, розпочати нове життя.
Минає багато років, Мід став художником, постаріла Джекі купує багато його картин. У 2001 році, після смерті Кеннеді від старості, молодший син Джеймс Роберт Кеннеді (Рік Гіанасі) пояснює Реймонду, чому родина Кеннеді була так щедра до нього.

## Ролі
| Актор/Акторка    | Роль                                                                                    |
| ---------------- | --------------------------------------------------------------------------------------- |
| Віктор Слезак    | Джон Кеннеді, 35-й Президент США, помер у 2001 році                                     |
| Капріс Бенедетті | Жаклін Кеннеді, дружина Джона Кеннеді, померла у 2004 році                              |
| Вінс Грант       | Роберт Кеннеді, Генеральний прокурор, пізніше Президент США                             |
| Брюс Кемпбелл    | Вільям Робертс                                                                          |
| Баррі Корбін     | Ліндон Джонсон, 45-й Віце-президент США                                                 |
| Ларрі Дрейк      | Едгар Гувер, Директор ЦРУ                                                               |
| Ральф Вейт       | Старий мандрівник у часі, народився 22 листопада 1963 року                              |
| Джозеф Мерфі     | Реймонд Мід, народився 22 листопада 1963; став мандрівником у часі.                     |
| Рік Гіанасі      | Джеймс Роберт Кеннеді, народився 22 серпня 1964; четверта дитиною Джона і Джекі Кеннеді |
| Девід Хейг       | Агент Клінт Хілл, агент Секретної служби, який вбиває убивць Джона Кеннеді              |
| Дебра Порт       | Дженіс Кеннеді, дружина Джеймса Роберта Кеннеді                                         |
| Рубен Yabuku     | Мартін Лютер Кінг-молодший, 37-й віце-президент США при президенті Роберті Кеннеді      |
| Аманда Берначчі  | Черіл Штайн                                                                             |
| Шеллі Маркс      | Норма Джин, померла в 1962 році                                                         |
| Річард Джуел     | Агент Річардс                                                                           |
| Джеффрі Стайгер  | Лі Харві Освальд, людина, яку звинуватили у замаху на вбивство Джона Ф. Кеннеді.        |
| Марті Буфаліні   | Волтер Кронкіте, помер в 2009 році                                                      |

## Виробництво
Теглайни:
- «Яким би став наш світ, якби Джон Фітцджеральд Кеннеді пережив той день у Далласі?»
- «Ви б повірили, якщо...».
- «Остання надія майбутнього — це минуле».[2]

Фільм отримав рейтинг R через мову і деяку сексуальність/наготу.

## Сприйняття
У 2004 р. фільм претендував на нагороду Golden Reel Award організації Motion Picture Sound Editors у номінації Найкращий монтаж звуку у відеофільмі.
Рейтинг на сайті IMDb — 5,3/10.

## Цікаві факти
- Віктор Слезак раніше грав роль Джона Ф. Кеннеді в бродвейській постановці «Джекі».